# Kringvarp Føroya
Kringvarp Føroya (KvF) – farerski radiowo-telewizyjny nadawca publiczny. Jego siedziba mieści się w stolicy Wyspy Owczych – Thorshavn. Zarządza i finansuje go parlament Wysp Owczych, Løgting.

## Historia

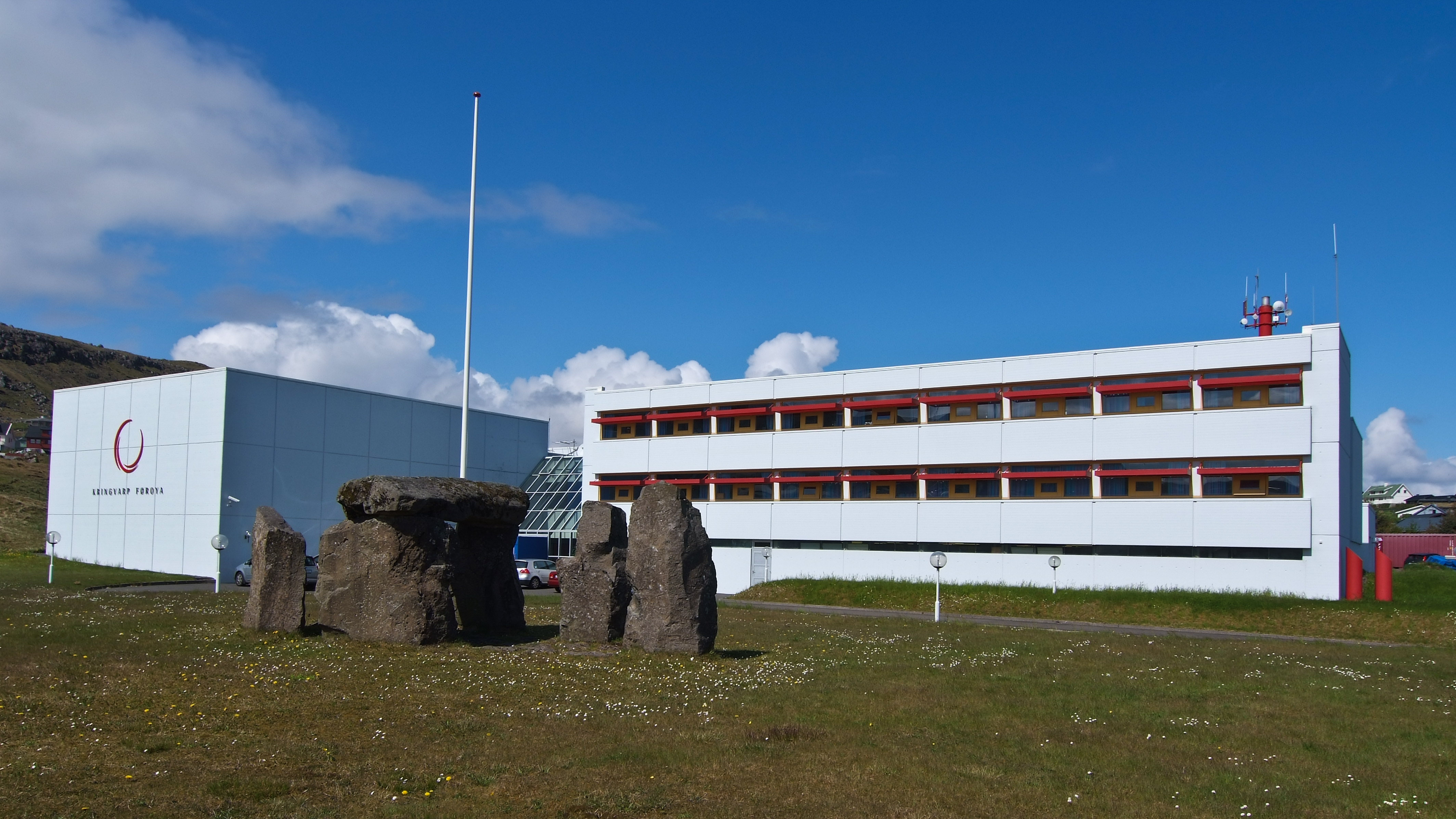
Siedziba KvF

Stacja radiowa Útvarp Føroya została założona 6 lutego 1957. Historia farerskiej telewizji rozpoczyna się w 1969 roku, kiedy farerski parlament powziął decyzję o utworzeniu telewizji, która posługiwałaby się wyłącznie językiem narodowym. Od początku miała podlegać prawu publicznemu i w dużej mierze rządom władz archipelagu. Utworzenie jej mogło początkowo wydawać się łatwe, zwłaszcza z uwagi na to, że istniały już wtedy gazety, czasopisma, a nawet radiostacje, w których nadawało wyłącznie po farersku, jednak prace nad utworzeniem pierwszej telewizji przeciągnęły się aż do 1978 roku. Ustanowiono wtedy dokładny status prawny oraz ostatecznie potwierdzono chęć stworzenia takiej instytucji. Ostatecznie, w 1981 roku utworzono Sjónvarp Føroya, jednak dopiero na przełomie 1983 i 1984 stacja rozpoczęła działanie. Emisja pierwszego programu odbyła się 1 kwietnia 1984, jednak regularne audycje rozpoczęły się dopiero 1 września, bowiem przez pierwsze pół roku stacja była własnością prywatną, należącą do kilku stowarzyszeń. Latem 1985 rząd wykupił ostatnie udziały należące do byłych prywatnych właścicieli stacji, a pięć lat potem w jego posiadaniu znalazło się także kilka sąsiadujących z dawnym magazynem budynków. 1 stycznia 2005 Útvarp Føroya i Sjónvarp Føroya zostały połączone w jedną instytucję.
17 maja 2023 stacja zaczęła ubiegać się członkostwo w Europejskiej Unii Nadawców (EBU), aby zadebiutować w Konkursie Piosenki Eurowizji.

## Język
Mimo początkowych wniosków o wprowadzenie języka farerskiego jako głównego w stacji, w 2003 roku tylko 27% programów było w nim nadawanych.